# 世界俳句協会
世界俳句協会（せかいはいくきょうかい、英: The World Haiku Association, WHA）は、国際的な俳句団体である。2000年9月に、スロヴェニアのトルミン(Tolmin)で、日本を含む世界の俳人が創立大会を開き、12月に正式発足した。　
多言語時代の俳句の諸活動を推進することを主要目的としている。当初の事務所は、米国バージニア州に置かれていたが、現在は埼玉県富士見市に置かれている。隔年で世界大会を開催している他、日本総会を毎年4月29日に開催している。

## 組織構成
会員数は、約30か国約200名。
組織は、ディレクター、顧問、名誉会員、役員など。
- 財政：会員年会費。世界俳句協会基金。
- 創立者：ジム・ケイシャン（米国）、夏石番矢（日本）、ディミタール・アナキエフ（スロヴェニア）
- 役員
  - ディレクター：夏石番矢（日本）
  - 会計：鎌倉佐弓（日本）
  - ホームページ・ディレクター：清水国治（日本）
  - 翻訳スタッフ：石倉秀樹 （日本）　富川力道（内モンゴル・日本）など
- 顧問：金子兜太（日本・故人）、カジミーロ・ド・ブリトー（ポルトガル）、清水国治（日本）、カイ・ファルクマン（スウェーデン・故人）
- 名誉会員：ロン・リデル（ニュージーランド）、ジム・ケイシャン（米国）、オルランド・ゴンザレス・エステヴァ（キューバ）、アレクサンダル・プロコピエフ（マケドニア）、モハメッド・ベニス（モロッコ）、ラウール・エナオ（コロンビア）、コルネリウス・プラテリス（リトアニア）、レオンス・ブリエディス（ラトヴィア）、八木忠栄（日本）、ドラゴ・シュタンブク（クロアチア）、ユディット・ヴィハル（ハンガリー）、平川祐弘（日本）

## 事務所
事務所は埼玉県富士見市鶴瀬西３‐１６‐１１夏石番矢方。

## 沿革

### 世界俳句協会大会
- 2000年9月、スロヴェニアのトルミンで、創立大会開催。11か国62人参加。[2]
- 2003年10月、第2回大会を日本の天理市で開催。13か国約100人参加。
- 2005年7月、ブルガリアのソフィアとプロブディフで、第3回大会を開催。13か国約150人参加。
- 2007年9月、第4回大会を、東京で開催。12か国約270人参加。
- 2009年9月、リトアニアのドルスキニンカイとヴィルニュス（同年の欧州文化首都）で、第20回ドルスキニンカイ詩の秋と第5回大会を開催。21か国121人参加。[3]
- 2011年9月、東京で、第6回大会と第2回東京ポエトリー・フェスティバルとを共催。15か国396人参加。
- 2013年9月、南米コロンビアのメデジンで、第7回大会開催。4か国約100人参加。
- 2015年9月、東京・明治大学で第8回大会開催。14か国、160人参加。[4]
- 2017年9月、イタリアのパルマで第9回大会開催。
- 2019年9月、東京・千代田区で第10回大会開催。

### 世界俳句協会日本総会
- 2005年4月、東京都・新宿で、第1回総会を開催。[5][6]
- 2007年4月、東京・上野で、第2回総会開催。
- 2008年4月、上野で、第3回総会開催。
- 2009年4月、東京・小石川で、第4回総会開催。
- 2010年4月、東京・板橋で、第5回総会開催。
- 2011年4月、板橋で、第6回総会開催。[7]
- 2012年4月、板橋で、第7回総会開催。[8]
- 2013年4月、板橋で、第8回総会開催。同会議中に、第2回世界俳句セミナーを併催（以後、共催になる？）。
- 2014年4月、板橋で、第9回総会開催。[9]
- 2015年4月、板橋で、第10回総会開催。
- 2016年4月、板橋で、第11回総会開催。
- 2017年4月、板橋で、第12回総会開催。
- 2018年4月、板橋で、第13回総会開催。
- 2019年4月、板橋で、第14回総会、第8回世界俳句セミナー開催。

### その他
- 2004年、公式ホームページで、月例俳画コンテストを開始、審査員は清水国治で、現在に至る。[10]

- 2005年12月、日欧現代詩フェスティバルin東京を後援する。
- 2006年9月、無限責任中間法人となる。
- 2009年11月、NPO法人となる。[12]
- 2010年8月、ハンガリーのペーチ（同年の欧州文化首都）で開催の世界俳句フェスティバルペーチ2010を支援。[13]
- 2012年8月、東京・板橋で、第1回世界俳句セミナー開催。[14][15]
- 2015年3月、ウランバートルでのモンゴル俳句協会創立大会に協力。[16]

## 出版物
- 『世界俳句2005 第1号』、西田書店、2004
- 『世界俳句2006 第2号』、七月堂、2005
- 『世界俳句2007 第3号』、七月堂、2007
- 『世界俳句2008 第4号』、七月堂、2008
- 『鶴　俳句108』、斯琴朝克図（Ｒ・スチンチョクト）句集、世界俳句協会、2008[17]
- 『世界俳句2009 第5号』、七月堂、2009
- 『世界俳句2010 第6号』、七月堂、2010
- 『世界俳句2011 第7号』、七月堂、2011
- 『世界俳句協会アンソロジー2011』、七月堂、2011
- 『世界俳句2012 第8号』、七月堂、2012
- 『世界俳句2013 第9号』、七月堂、2013
- 『世界俳句2014 第10号』、七月堂、2014
- 『世界俳句2015 第11号』、七月堂、2015[18][19]
- 『世界俳句2016 第12号』、七月堂、2016
- 『世界俳句2017 第13号』、七月堂、2017
- 『世界俳句2018 第14号』、七月堂、2018
- 『世界俳句2019 第15号』、コールサック社、2019